# Communauté de communes du Pays de Belle-Isle-en-Terre
Die Communauté de communes du Pays de Belle-Isle-en-Terre ist ein ehemaliger französischer Gemeindeverband mit der Rechtsform einer Communauté de communes im Département Côtes-d’Armor in der Region Bretagne. Der Gemeindeverband wurde am 27. Dezember 1995 gegründet und bestand aus sieben Gemeinden. Der Verwaltungssitz befand sich im Ort Belle-Isle-en-Terre.

## Historische Entwicklung
Mit Wirkung vom 1. Januar 2017 fusionierte der Gemeindeverband mit
- Communauté de communes Callac Argoat,
- Communauté de communes Paimpol Goëlo,
- Communauté de communes du Pays de Bégard,
- Communauté de communes de Bourbriac,
- Guingamp Communauté sowie
- Pontrieux Communauté

und bildete so die Nachfolgeorganisation Guingamp Paimpol Armor Argoat Agglomération.

## Ehemalige Mitgliedsgemeinden
1. Belle-Isle-en-Terre
2. La Chapelle-Neuve
3. Gurunhuel
4. Loc-Envel
5. Louargat
6. Plougonver
7. Tréglamus